# Wettenberg
Wettenberg – miejscowość i gmina w Niemczech, w kraju związkowym Hesja, w rejencji Gießen, w powiecie Gießen. 30 czerwca 2015 liczyła 12 125 mieszkańców.